# Vierge de l'humilité (Masolino ou Pesello)
Pour les articles homonymes, voir Vierge de l'humilité et Vierge de l'humilité (Masolino, Munich).
La Vierge de l'humilité (en italien : Madonna dell'Umiltà) est une peinture à tempera et fond or sur bois réalisée par Masolino da Panicale ou Giuliano Pesello avant 1423 ; elle est exposée au musée des Offices à Florence.
Assise au sol sur un coussin, c'est une Vierge de l'humilité ; représentée allaitant son fils, c'est aussi une Vierge du lait au sens de l'iconographie chrétienne.

## Historique
La peinture a fait son apparition sur le marché des antiquités de Londres en 1930. Le marchand d'art Alessandro Contini Bonacossi en fait immédiatement l'acquisition et l'emporte à Florence. Alors s'ouvre le débat sur l'attribution de sa création.
En 1932, Alfred Scharf (de) émet l'hypothèse que cette peinture est l'œuvre de Masolino, ce que Roberto Longhi confirme en 1940. Ce dernier le classe néanmoins parmi les œuvres de maturité de Masolino, peu avant qu'il ne soit actif à Castiglione Olona en 1430-1435, expliquant le fort clair-obscur au fait qu'il avait déjà rencontré Masaccio, et justifiant l'aspect linéaire par la reprise des motifs gothiques sous l'influence de Lorenzo Monaco.
D'autres récusent cette attribution. Bernard Berenson parle du maître de 1419. Federico Zeri l'attribue à un peintre florentin actif dans les deux premières décennies du XVe siècle issu de l'atelier d'Agnolo Gaddi, comme le maître de la Vierge Strauss, car il y voit un « air pensif abstrait » éloigné de Masolino, mais il date quand même la peinture des années 1420 et en dernière analyse il la rapproche de Giuliano Pesello en comparant l'œuvre à deux fragments à tête de sainte qui se trouvent aujourd'hui à Gloucester.
Si Alessandro Parronchi (it) donne pour acquise l'attribution à Giuliano Pesello, Miklós Boskovits réassocie la toile à Masolino, en y voyant un épisode de l'activité de jeunesse méconnue du maître, donc en le datant des années 1420. Si l'on compare à la Madone de Brême, qui est la plus ancienne datable de Masolino et qui date de 1423, il y a toutefois de notables différences d'exécution et il manque certains éléments liés à l'influence de Gentile da Fabriano et de Fra Angelico. La toile des offices serait donc antérieure, avec une influence d'auteurs comme Lorenzo Monaco et Gherardo Starnina plus marquée.

## Description et style
La peinture est de très bonne qualité et en excellant état de conservation, si l'on excepte un bout repeint sur la partie droite. La Madone est représentée dans une posture inclinée, sans doute inspirée par les groupes sculptés des « belles » Madones alors très répandues, comme la Madone de Krumlov (it).
S'il s'agit bien d'une œuvre de Masolino, elle est emblématique de sa production avant son association avec Masaccio, documentée à partir de 1424. Le représentation en train d'allaiter, assise sur un simple coussin, s'oppose aux représentations en majesté sur un trône, c'est pour cela que l'on parle d'humilité.
L'œuvre s'appuie sur les lignes élégantes et rythmiques des contours, qui dessinent des arabesques sinueuses conformes aux préceptes du gothique international. Un des principaux représentants de ce style, Gentile da Fabriano, était présent à Florence depuis 1421 où il travaillait à son chef-d'œuvre, L'Adoration des mages. Ce style est aussi caractérisé par les proportions allongées aristocratiquement, le geste affectueux vers l'enfant gracile et éthéré, l'harmonie recherchée des couleurs (vert sauge, saumon, ivoire).
Certains effets plastiques témoignent au contraire d'un style plus moderne, comme celui des œuvres de Filippo Brunelleschi et de Donatello. Ainsi, le genou bien planté ou le geste réaliste de la main qui tend le sein (lequel reste idéalisé) à l'enfant.

### Crédits de traduction
- (it) Cet article est partiellement ou en totalité issu de l’article de Wikipédia en italien intitulé « Madonna dell'Umiltà (Masolino Firenze) » (voir la liste des auteurs).